# 熊汲
熊汲（1495年—1550年），字引之，號漁山，江西南昌府南昌縣東壇里人，民籍，明朝政治人物。

## 生平
嘉靖元年（1522年）壬午科江西鄉試舉人，五年（1526年）丙戌科二甲第八名進士。丁母胡氏憂，八年（1529年）服闋，授兵部职方司主事，转武库司员外郎，升职方司郎中，十二年（1533年）七月贵州总兵牛桓以病向兵部請告避任，反而得到嘉奖，明世宗认为兵部徇私，兵部尚書王憲、兵部侍郎錢如京被罚俸，牛桓革职，熊汲被降二级调外任，贬台州府推官，十四年（1535年）升安庆府同知，踰年歷永州府知府、黄州府知府，丁父忧，起补湖州府知府，二十三年（1544年）正月升福建按察司副使，疏请罗从彦、李侗从祀文庙，又建祠宁化，祀李忠定公纲，并亲自撰文为记。以继母王恭人忧归，服阕，升广东布政使司左参政，以病不起，二十九年（1550年）卒，享年五十六，祀乡贤。

## 著作
著有《漁山詩文集》八卷。

## 家族
曾祖熊秉文；祖父熊萬象；父熊艮，封兵部主事。母胡氏（贈恭人）；繼母王氏（封恭人）。兄熊河、熊洛（廣西左布政使），弟熊潢（上虞縣知縣）、熊治。